# Чернушка эдда
Чернушка эдда (Erebia edda) — дневная бабочка из семейства бархатниц, вид рода Erebia.

## Этимология латинского названия
Эдда (германо-скандинавская литература) — средневековый сборник героических песен и легенд.

## Описание
Размах крыльев бабочек 36-45 мм. Основной фон верхней стороны крыльев тёмно-коричневый. У вершины переднего крыла располагается черное пятно овальной формы с размытым охристым обрамлением, содержащее две белые точки. Характерным отличием от сходного вида Erеbia cyclopius является белое пятно на нижней стороне задних крыльев. Гусеница и куколка не описаны, о кормовых растениях данных нет.

## Распространение
Алтай, Тува, Восточная Сибирь, Дальний Восток от Чукотки до Приморья, Северная Монголия, Северная Корея.
Встречается в коренных среднетаежных хвойных лесах с участием лиственницы. Также вид населяет редины и поляны во влажных, часто лиственничных лесах. Бабочки держатся разреженных участков леса, лесных полян.

## Биология
Лёт бабочек во второй половине июня и в начале июля. На основании данных о периодичности лёта бабочек в Южной и Восточной Сибири (один раз — в два года), генерация, вероятно, двухлетняя. Биология вида является не изученной.